# NGC 4521
NGC 4521 (NGC 4512) je spiralna galaktika u zviježđu Zmaju. Naknadno je utvrđeno da je NGC 4512 ista galaktika.

## Vanjske poveznice
- (engl.) SEDS: NGC 4521
- (engl.) Revidirani Novi opći katalog
- (engl.) Izvangalaktička baza podataka NASA-e i IPAC-a
- (engl.) Astronomska baza podataka SIMBAD
- (engl.) VizieR